# Балагуров Анатолій Михайлович
Анатолій Михайлович Балагуров (нар. 19 січня 1945, Вінницька область, УРСР, СРСР) — радянський та російський фізик українського походження. Фахівець у галузі дослідження кристалів методом дифракції нейтронів, розробки нейтронних спектрометрів, доктор фізико-математичних наук, професор.

## Життєпис
Випускник фізичного факультету Московського державного університету ім. М. В. Ломоносова 1968 року. Після закінчення вишу почав наукову діяльність в Лабораторії нейтронної фізики ім. І. М. Франка Об'єднаного інституту ядерних досліджень (ЛНФ ОІЯД). Працював на посадах стажиста-дослідника, молодшого наукового співробітника, наукового співробітника, старшого наукового співробітника. У 1979 році захистив кандидатську дисертацію на тему «Нейтронографічні дослідження структури монокристалів методом часу прольоту». У 1993 році очолив відділ фізики конденсованих середовищ ЛНФ ОІЯД. Того ж року здобув науковий ступінь доктора фізико-математичних наук, захистивши дисертацію на тему «Структурна нейтронографія моно- та полікристалів на імпульсних реакторах». З 1994 року паралельно почав викладати на кафедрі нейтронографії фізичного факультету Московського державного університету ім. М. В. Ломоносова. У 1999 році перейшов на посаду начальника сектору дифракції ЛНФ ОІЯД. Паралельно з 2006 до 2008 очолював відділ нейтронних досліджень конденсованих середовищ. з 2011 — головний науковий співробітник ЛНФ ОІЯД.

## Наукова, педагогічна, громадська діяльнсть
До сфери основних наукових інтересів належать:
- Конструкція та розвиток нейтронних дифрактометрів за часом прольоту для досліджень моно- та полікристалів.
- Застосування кореляційного (Фур'є) зворотного методу прольоту для дифракції нейтронів.
- Нейтронні дифракційні дослідження атомної та магнітної структури кристалів, фазових переходів, довгооперіодних мембранних структур та ін.
- Застосування дифракції нейтронів високої роздільності для вивчення внутрішніх напруг в об'ємних виробах та матеріалах.

Автор понад 230 публікацій у періодичній науковій пресі, включаючи огляди в УФН та статті у Фізичній енциклопедії. Багаторазово був запрошеним доповідачем на російських та міжнародних конференціях та школах. Керівник одинадцяти дисертаційних робіт на здобуття наукового ступеня кандидата наук. Нейтронні експерименти здебільшого здійснював на імпульсних реакторах у ЛНФ ОІЯД, багаторазово брав участь у експериментах на нейтронних джерелах у ILL (Франція), LLB (Франція), ISIS (Великобританія), PSI (Швейцарія). Член Міжнародної спілки кристалографії.

## Нагороди
- Заслужений діяч науки і техніки Московської області (2005).
- Медаль «На згадку 650-річчя Москви» (1997).
- Почесний знак «Ветеран атомної енергетики та промисловості» (2004).
- Премія та медаль «Імені С. І. Мосіна» (2005).
- Золота медаль «Імені Фельбера» Чеського політехнічного університету в Празі (2005).
- Багаторазовий лауреат премій Об'єднаного інституту ядерних досліджень.
- Державна премія Російської Федерації за цикл робіт «Розробка та реалізація нових методів структурної нейтронографії за часом прольоту з використанням імпульсних та стаціонарних реакторів» (2000, у складі авторського колективу).